# 藤原文山
藤原 文山（ふじわら の ふみやま）は、平安時代初期の貴族。藤原南家乙麻呂流、大納言・藤原雄友の子。官位は従四位上・右京大夫。

## 経歴
弘仁元年（810年）従五位下に叙爵し、翌弘仁2年（811年）造西寺次官次いで玄蕃頭に任ぜられる。その後嵯峨朝において、宮内少輔・侍従を歴任する。
淳和朝に入ると、天長元年（824年）正五位下、天長2年（825年）従四位下と俄に昇進し、右京大夫を務める。
天長10年（833年）仁明天皇の即位に伴い従四位上に昇叙され、のち内蔵頭・右京大夫を歴任した。承和8年（841年）3月21日卒去。最終官位は散位従四位上。

## 官歴
『六国史』による。
- 時期不詳：正六位上
- 弘仁元年（810年） 11月22日：従五位下
- 弘仁2年（811年） 正月11日：造西寺次官。4月5日：玄蕃頭
- 弘仁3年（812年） 8月3日：宮内少輔
- 弘仁5年（814年） 7月10日：侍従
- 時期不詳：従五位上
- 天長元年（824年） 正月7日：正五位下
- 天長2年（825年） 正月4日：従四位下
- 天長4年（827年） 2月29日：見右京大夫
- 天長10年（833年） 3月6日：従四位上
- 承和3年（836年） 2月7日：内蔵頭
- 承和6年（839年） 4月4日：見右京大夫
- 承和8年（841年） 3月21日：卒去（散位従四位上）

## 系譜
『尊卑分脈』による。
- 父：藤原雄友
- 母：石上宅嗣の娘
- 妻：紀鯖丸の娘
  - 男子：藤原長基
- 妻：藤原真友の娘
  - 男子：藤原常基